# بلوچی (اروزگان)
بلوچی (به لاتین: Balūchī) یک منطقهٔ مسکونی در افغانستان است که در ولایت اروزگان واقع شده‌است.